# San Marinees voetbalelftal in 2002
Het San Marinees voetbalelftal speelde in totaal vier interlands in het jaar 2002, waarvan drie wedstrijden in de kwalificatiereeks voor de EK-eindronde 2004 in Portugal. De ploeg stond onder leiding van Giampaolo Mazza, die oud-international Massimo Bonini in 1998 was opgevolgd. Op de FIFA-wereldranglijst zakte de dwergstaat in 2002 van de 158ste (januari 2002) naar de 160ste plaats (december 2002).

## Balans
| Wedstrijden | Wedstrijden | Wedstrijden | Wedstrijden | Doelpunten | Doelpunten | Doelpunten | Punten |
| Gespeeld    | Winst       | Gelijk      | Verlies     | Voor       | Tegen      | Saldo      | Punten |
| ----------- | ----------- | ----------- | ----------- | ---------- | ---------- | ---------- | ------ |
| 4           | 0           | 0           | 4           | 0          | 7          | –7         | 0.000  |

## Interlands
|                                                  |            |                     |         |                                                                                     |
| 21 mei Vriendschappelijk № 59 «onderlinge duels» | San Marino | 0 – 1               | Estland | Stadio Olimpico, Serravalle Toeschouwers: 250 Scheidsrechter: Paolo Dondarini (ITA) |
| 21 mei Vriendschappelijk № 59 «onderlinge duels» |            | 36' Indrek Zelinski |         | Stadio Olimpico, Serravalle Toeschouwers: 250 Scheidsrechter: Paolo Dondarini (ITA) |

|                                                               |            |                                            |       |                                                                                   |
| 7 september EK-kwalificatie № 60 «onderlinge duels» 20:00 uur | San Marino | 0 – 2                                      | Polen | Stadio Olimpico, Serravalle Toeschouwers: 2.000 Scheidsrechter: Paul McKeon (IRL) |
| 7 september EK-kwalificatie № 60 «onderlinge duels» 20:00 uur |            | 75' Paweł Kaczorowski 88' Mariusz Kukiełka |       | Stadio Olimpico, Serravalle Toeschouwers: 2.000 Scheidsrechter: Paul McKeon (IRL) |

|                                                              |                                                 |       |            |                                                                                             |
| 16 oktober EK-kwalificatie № 61 «onderlinge duels» 20:30 uur | Hongarije                                       | 3 – 0 | San Marino | Megyeri úti Stadion, Boedapest Toeschouwers: 6.500 Scheidsrechter: Gylfi Thór Orrason (ISL) |
| 16 oktober EK-kwalificatie № 61 «onderlinge duels» 20:30 uur | Zoltán Gera 49' Zoltán Gera 60' Zoltán Gera 88' |       |            | Megyeri úti Stadion, Boedapest Toeschouwers: 6.500 Scheidsrechter: Gylfi Thór Orrason (ISL) |

|                                                               |            |                            |         |                                                                                  |
| 20 november EK-kwalificatie № 62 «onderlinge duels» 20:00 uur | San Marino | 0 – 1                      | Letland | Stadio Olimpico, Serravalle Toeschouwers: 600 Scheidsrechter: Asim Khudiev (AZE) |
| 20 november EK-kwalificatie № 62 «onderlinge duels» 20:00 uur |            | 89' (e.d.) Carlo Valentini |         | Stadio Olimpico, Serravalle Toeschouwers: 600 Scheidsrechter: Asim Khudiev (AZE) |

## FIFA-wereldranglijst
| JAN | FEB | MAR | APR | MEI | JUN | JUL | AUG | SEP | OKT | NOV | DEC |
| --- | --- | --- | --- | --- | --- | --- | --- | --- | --- | --- | --- |
| 158 | 158 | 158 | 158 | 159 | 159 | 159 | 162 | 163 | 159 | 161 | 160 |

## Statistieken
| Federico Gasperoni     | 1976-09-10 | AS Urbino               | 4 | 0 | 0 |
| Verdediging            |            |                         |   |   |   |
| Simone Bacciocchi      | 1977-01-22 | ASD Tropical Coriano    | 4 | 0 | 0 |
| Mirco Gennari          | 1966-03-29 | SS Virtus               | 4 | 0 | 0 |
| Damiano Vannucci       | 1977-07-30 | ASD Tropical Coriano    | 4 | 0 | 0 |
| Luca Gobbi             | 1971-06-12 | SP Tre Penne            | 3 | 0 | 0 |
| Nicola Albani          | 1981-04-15 | ASD Tropical Coriano    | 2 | 2 | 0 |
| Mauro Marani           | 1975-03-09 | SS Murata               | 1 | 0 | 0 |
| Federico Crescentini   | 1982-04-13 | SS Virtus               | 0 | 1 | 0 |
| Alessandro Della Valle | 1982-06-08 | SS Folgore/Falciano     | 0 | 1 | 0 |
| Middenveld             |            |                         |   |   |   |
| Michele Marani         | 1982-11-16 | AS Real Misano          | 4 | 0 | 0 |
| Ivan Matteoni          | 1971-08-21 | AC Juvenes/Dogana       | 3 | 0 | 0 |
| Carlo Valentini        | 1982-03-15 | geen club               | 3 | 0 | 0 |
| Lorenzo Moretti        | 1979-08-20 | geen club               | 2 | 1 | 0 |
| Riccardo Muccioli      | 1974-08-27 | SC Faetano              | 2 | 0 | 0 |
| Giacomo Maiani         | 1982-07-10 | AC Bellaria Igea Marina | 1 | 0 | 0 |
| Roberto Selva          | 1981-01-02 | SP La Fiorita           | 0 | 3 | 0 |
| Ermanno Zonzini        | 1974-04-01 | AC Juvenes/Dogana       | 0 | 3 | 0 |
| Aanval                 |            |                         |   |   |   |
| Andy Selva             | 1976-05-25 | AC Bellaria Igea Marina | 4 | 0 | 0 |
| Marco De Luigi         | 1978-03-21 | AC Juvenes/Dogana       | 1 | 2 | 0 |
| Paolo Montagna         | 1976-05-28 | AC Juvenes/Dogana       | 1 | 1 | 0 |
| Andrea Ugolini         | 1974-07-23 | AC Juvenes/Dogana       | 1 | 0 | 0 |

FSGC · A-internationals · Bondscoaches · Statistieken · San Marino U21 · San Marino U19 · San Marino U18 · San Marino U17 · San Marino U16
1986 – 1989 · 1990 – 1999 · 2000 – 2009 · 2010 – 2019 · 2020 – 2029
2000 · 2001 · 2002 · 2003 · 2004 · 2005 · 2006 · 
Albanië · 
Andorra ·
Azerbeidzjan ·
België · 
Bosnië en Herzegovina · 
Bulgarije ·
Canada ·
Cyprus ·
Denemarken ·
Duitsland · 
Engeland · 
Estland · 
Faeröer · 
Finland · 
Gibraltar · 
Griekenland · 
Hongarije · 
Ierland · 
IJsland ·
Israël · 
Italië · 
Kaapverdië ·
Kazachstan ·
Kosovo ·
Kroatië · 
Letland · 
Libanon · 
Liechtenstein · 
Litouwen · 
Luxemburg ·
Malta ·
Moldavië ·
Montenegro ·
Nederland · 
Noord-Ierland · 
Noorwegen ·
Oekraïne ·
Oostenrijk · 
Polen · 
Roemenië · 
Rusland · 
Saint Kitts en Nevis ·
Saint Lucia ·
Schotland · 
Servië en Montenegro · 
Seychellen ·
Slovenië · 
Slowakije · 
Spanje · 
Syrië ·
Tsjechië · 
Turkije · 
Wales · 
Wit-Rusland · 
Zweden · 
Zwitserland
Nederland (2011)